# Домашня газета
«Домашня газета» — періодичне видання у Тернополі, «порадниця для всієї родини».
Свідоцтво про реєстрацію ТР № 324. Виходить раз на тиждень (четвер). Видавець — пресова агенція «Вільне життя». Заснована у квітні 2002. Тираж у 2016 — 16 533. Розповсюджується по всій Україні.
Виходила спочатку як додаток до газети «Вільне життя».
Рубрики: «Дім, сад, город», «Здоров'я», «Кухня», «Жіночі секрети», «Чоловічі пристрасті», «Пізнай себе» та інші.
Редактори: Віра Касіян, Зоряна Мурашка (від ?).